# Espagne au Concours Eurovision de la chanson 1973
L'Espagne a participé au Concours Eurovision de la chanson 1973 le 7 avril à Luxembourg. C'est la 13e participation de l'Espagne au Concours Eurovision de la chanson.
Le pays est représenté par le groupe Mocedades et la chanson Eres tú, sélectionnés en interne par la Televisión Española (TVE).

## Sélection interne
Le radiodiffuseur espagnol, Televisión Española (TVE), choisit en interne l'artiste et la chanson représentant l'Espagne au Concours Eurovision de la chanson 1973.
Lors de cette sélection, c'est la chanson Eres tú, écrite et composée par Juan Carlos Calderón et interprétée par le groupe Mocedades, qui fut choisie, avec l'auteur-compositeur de la chanson comme chef d'orchestre.
| Ordre | Artiste   | Chanson | Langue   |
| ----- | --------- | ------- | -------- |
| 1     | Mocedades | Eres tú | Espagnol |

## À l'Eurovision
Chaque pays a un jury de deux personnes. Chaque juré attribue entre 1 et 5 points à chaque chanson.

### Points attribués par l'Espagne
| 9 points | Allemagne                                   |
| 8 points | Portugal Yougoslavie                        |
| 7 points | Irlande Suède Suisse                        |
| 6 points | Belgique Finlande Luxembourg Monaco Norvège |
| 5 points | France Italie Pays-Bas                      |
| 4 points | Israël Royaume-Uni                          |

### Points attribués à l'Espagne
| 10 points                     | 9 points                                               | 8 points                                  | 7 points | 6 points |
| ----------------------------- | ------------------------------------------------------ | ----------------------------------------- | -------- | -------- |
| - Irlande - Italie - Pays-Bas | - Allemagne - France - Monaco - Portugal - Yougoslavie | - Belgique - Israël - Luxembourg - Suisse | - Suède  |          |
| 5 points                      | 4 points                                               | 3 points                                  | 2 points |          |
|                               | - Norvège - Royaume-Uni                                | - Finlande                                |          |          |

Mocedades interprète Eres tú en 7e position, suivant Monaco et la Suisse. 
Au terme du vote final, Espagne termine 2e sur les 17 pays participants, ayant reçu 125 points au total,.